# Goos
Goos (gaskonsko Gòs) je naselje in občina v francoskem departmaju Landes regije Akvitanije. Naselje je leta 2010 imelo 547 prebivalcev.

## Geografija
Kraj leži v pokrajini Gaskonji 16 km jugovzhodno od Daxa.

## Uprava
Občina Goos skupaj s sosednjimi občinami Cassen, Clermont, Gamarde-les-Bains, Garrey, Gibret, Gousse, Hinx, Louer, Lourquen, Montfort-en-Chalosse, Nousse, Onard, Ozourt, Poyanne, Poyartin, Préchacq-les-Bains, Saint-Geours-d'Auribat, Saint-Jean-de-Lier, Sort-en-Chalosse in Vicq-d'Auribat sestavlja kanton Montfort-en-Chalosse s sedežem v Montfortu. Kanton je sestavni del okrožja Dax.

## Zanimivosti
- cerkev sv. Magdalene,
- ruševine opatije Divielle, ustanovljene na prelomu iz 11. v 12. stoletje.